# Avenida Andrés Aramburú
La avenida Andrés Aramburú es una avenida de la ciudad de Lima, capital del Perú. Se extiende de oeste a este, en los distritos de San Isidro, Miraflores y Surquillo. En la intersección con Luis Bedoya Reyes, está ubicada la estación Aramburú del Metropolitano.

## Ampliación a tres carriles
En 2018, el Cuarto Juzgado Constitucional de Lima declaró fundada la medida cautelar, presentada por San Isidro, que le impide ampliar a tres carriles la avenida Andrés Aramburú. La obra de ampliación está a cargo de la Municipalidad de Lima. Según el Ministerio del Ambiente la obra no contaba con la certificación ambiental. El Cuarto Juzgado Constitucional de Lima resolvió declarar infundado el recurso de oposición presentado por la Municipalidad de Lima.

## Recorrido
Se inicia en la avenida Arequipa siguiendo el trazo de la avenida Santa Cruz. En sus primeras 3 cuadras, comprende una zona altamente comercial que marca el límite entre los distritos de San Isidro y Miraflores. Además, en este tramo se encuentra el Hospital Central de la Fuerza Aérea del Perú. Cruzando la avenida Luis Bedoya Reyes, se encuentra la estación CAN - Aramburú del Metropolitano, y ahora la avenida pasa a marcar el límite entre los distritos de San Isidro y Surquillo.
Durante las siguientes 7 cuadras, sigue predominando la zona comercial, pero también se pueden distinguir zonas residenciales muy grandes, así como extensos parques y áreas verdes, incluso un supermercado Metro. Cruzando la avenida República de Panamá, empieza a predominar la zona residencial; sin embargo, en este pequeño tramo, se encuentran algunos locales comerciales importantes, como el terminal de buses Oltursa, concesionarios de BMW, Mercedes-Benz y Suzuki, y un pequeño boulevard, ubicado en el cruce con la calle 3, punto en el que la avenida finaliza, y es continuada hacia el este por la avenida Del Parque Sur.